# توماس لودون
توماس لودون (انگلیسی: Thomas Loudon; ۱ سپتامبر ۱۸۸۳ – ۶ ژانویهٔ ۱۹۶۸) از برندگان مدال‌های المپیک تابستانی اهل کانادا بود.